# Ludwigia longifolia
Ludwigia longifolia é uma espécie do gênero Ludwigia.  É também chamada de cruz de malta.
É encontrada em diversos estados do Brasil, além de outros países da América do Sul.

## Taxonomia
A espécie foi descrita em 1953 por Hiroshi Hara. 